# سونیک لاست ورلد
سونیک لاست ورلد یا سونیک دنیای گمشده (به انگلیسی: Sonic Lost World) یک بازی پرشی محصول سال ۲۰۱۳ می‌باشد که توسط سونیک تیم توسعه‌یافته‌است. این بازی در اکتبر سال ۲۰۱۳ توسط نینتندو و سگا در آمریکای شمالی و ژاپن برای وی یو و نینتندو ۳دی‌اس در مناطق پال منتشر گردید. نسخهٔ پورت وی یو برای ویندوز بعدها در نوامبر سال ۲۰۱۵ منتشر شد.

## خلاصه داستان
بازی حول شخصیت سونیک خارپشت می‌چرخد که باید با دکتر اگمن، آنتاگونیست اصلی، مقابله کرده و گروه "Deadly Six" را متوقف کند. در این مأموریت، بهترین دوستش تیلز، یک روباه که توانایی پرواز دارد، به او کمک می‌کند. ناکلز اکیدنا، دوست قدرتمند سونیک، و ایمی رز، که خود را دوست‌دختر سونیک می‌داند، نیز به‌صورت محدود حضور دارند.  
دشمن اصلی سری، دکتر اگمن، یک دانشمند دیوانه است که ظاهراً برای کمک به سونیک در مقابله با Deadly Six تغییر موضع می‌دهد. دستیاران او، اوربات و کیوبات، نیز بازمی‌گردند. آنتاگونیست‌های اصلی و باس‌های بازی، گروه Deadly Six هستند که از نژاد زتی، ساکنان بومی این جهان، تشکیل شده‌اند. اعضای این گروه شامل زاز پرانرژی، زوموم چاق و کم‌هوش، مستر زیک (بنیان‌گذار سالخورده قبیله و استاد زاووک)، زینا خودشیفته و عشوه‌گر، زور کوچک‌جثه و بدبین، و زاووک رهبر قبیله می‌شوند. این گروه قصد دارد انرژی حیاتی جهان سونیک را برای افزایش قدرت خود بدزدد.